# Mareil-sur-Mauldre
Mareil-sur-Mauldre település Franciaországban, Yvelines megyében. Lakosainak száma 1743 fő (2022. január 1.). Mareil-sur-Mauldre Beynes, Crespières, Herbeville, Maule és Montainville községekkel határos.

## Népesség
A település népességének változása:
| Lakosok száma | 1741 | 1747 | 1764 | 1706 | 1685 | 1696 | 1705 | 1709 | 1743 |
|               | 2013 | 2015 | 2016 | 2017 | 2018 | 2019 | 2020 | 2021 | 2022 |